# Acroporium stramineum
Acroporium stramineum är en bladmossart som beskrevs av Fleischer 1923. Acroporium stramineum ingår i släktet Acroporium och familjen Sematophyllaceae. Inga underarter finns listade i Catalogue of Life.